# جمشيد أباد (حسين أباد)
جمشید أباد (بالفارسية: جمشیدآباد) هي قرية تقع في إيران في قسم حسین أباد. يقدر عدد سكانها بـ 180 نسمة .